# 松井良彦
松井 良彦（まつい よしひこ、1956年5月6日 - ）は、日本の映画監督。

## 略歴
兵庫県西宮市生まれ。中学時代に『田園に死す』を観たことがきっかけで寺山修司と知り合う。
1975年、石井聰亙とともに映画制作集団「狂映舎」の設立に参加。石井聰亙監督作品である『高校大パニック』や『狂い咲きサンダーロード』などに助監督や編集助手として参加する。
1979年に初監督作品『錆びた缶空』を発表。ホモセクシャルの三角関係を描いた作品で、石井聰亙が撮影を担当、後に「ピンク四天王」と呼ばれる佐野和宏が主演した。この作品はぴあ主催のオフシアター・フィルム・フェスティバル（現在のぴあフィルムフェスティバル）で入賞を果たす。この時の審査員が寺山修司で、その後再会を果たした寺山に師事する。
1981年には『豚鶏心中』を発表。この作品では『ゆきゆきて、神軍』を監督した原一男が撮影を担当している。映画の内容上、一般の映画館での上映が難しかったが、寺山修司の好意により天井桟敷館で長期ロードショー公開された。
1988年に『追悼のざわめき』を発表。製作は困難を極め、1983年のクランクインから5年という長い年月を経ての公開となった。ちなみに松井の最大の理解者であった寺山修司は『追悼のざわめき』クランクインの時期に他界している。寺山は松井が書いた『追悼のざわめき』の脚本を読み「やっと映画がわかってきたよね」と松井を認める発言をしたという。中野武蔵野ホール（2004年5月8日閉館）で公開され、同館開設以来の観客動員数を打ち出す。その内容の過激さから、1985年のトリノ国際映画祭に出品を予定されながらイタリア税関でストップされるなど、 数か国の映画祭に出品が決まっていたにもかかわらず、その全てで上映が禁止となるという事件が起きた（試写を担当した映写技師が嘔吐するということまで起きたという）。日本のアンダーグランド・シネマの頂点とも言われる同作品は一部から熱狂的な支持を受け、現在まで繰り返し上映されている。2007年12月21日にはついにDVDが発売。2009年には海外/ドイツ語圏（ドイツ、スイス、オーストリア）での発売が予定されている。
DVDに収められているデジタルリマスター版ではラストの音楽が桜田淳子の「わたしの青い鳥」から上田現が書き下ろした「追悼のざわめき」に変更となっている。上田現は本作に熱烈な共感を寄せていたため、オリジナル曲の提供となった。
2007年、『どこに行くの?』（主演柏原収史）を22年ぶりに監督。そして第30回モスクワ国際映画祭正式招待作品/パースペクティブ・コンペティション部門にノミネートされる。日本公開は2008年3月。
日本カルトムービーの重鎮として『鬼畜大宴会』監督の熊切和嘉など一部若手映画監督からの信頼が厚い。

## フィルモグラフィー
- 錆びた缶空（1979年） - 監督・脚本・製作
- 狂い咲きサンダーロード（1980年） - 編集
- 豚鶏心中（1981年） - 監督・脚本
- ミミズのうた（1983年、佐野和宏監督） - 出演
- 追悼のざわめき（1988年） - 監督・脚本
- 京極真珠（1997年、佐藤訪米監督） - 製作
- どこに行くの?（2007年） - 監督・脚本